# Makdiops agumbensis
Makdiops agumbensis is een spinnensoort in de taxonomische indeling van de Selenopidae.
Het dier behoort tot het geslacht Makdiops. De wetenschappelijke naam van de soort werd voor het eerst geldig gepubliceerd in 1969 door B. K. Tikader.